# Annie Xu
Annie Xu (* 22. Oktober 1999 in San José, Vereinigte Staaten) ist eine US-amerikanische Badmintonspielerin. Kerry Xu ist ihre Zwillingsschwester. 

## Karriere
Annie Xu siegte 2017 bei den USA International, 2019 bei den Silicon Valley International. 2024 startete sie bei den Olympischen Spielen in Paris. Im Damendoppel schied sie dabei gemeinsam mit Kerry Xu schon in der Vorrunde aus.

## Erfolge

### Panamerikaspiele
Damendoppel
| Jahr | Ort                                               | Partner  | Gegner                      | Ergebnis            | Resultat |
| ---- | ------------------------------------------------- | -------- | --------------------------- | ------------------- | -------- |
| 2023 | Olympic Training Center, Santiago de Chile, Chile | Kerry Xu | Catherine Choi Josephine Wu | 18–21, 21–10, 17–21 | Silber   |

### Panamerikameisterschaft
Damendoppel
| Jahr | Ort                                                                    | Partner  | Gegner                        | Ergebnis     | Resultat |
| ---- | ---------------------------------------------------------------------- | -------- | ----------------------------- | ------------ | -------- |
| 2023 | G.C. Foster College of Physical Education and Sport, Kingston, Jamaika | Kerry Xu | Catherine Choi Josephine Wu   | 19–21, 8–21  | Bronze   |
| 2024 | Teodoro Palacios Flores Gymnasium, Guatemala-Stadt, Guatemala          | Kerry Xu | Francesca Corbett Allison Lee | 14–21, 15–21 | Silber   |

### Sommeruniversiade
Damendoppel
| Jahr | Ort                              | Partner  | Gegner                  | Ergebnis     | Resultat |
| ---- | -------------------------------- | -------- | ----------------------- | ------------ | -------- |
| 2017 | Taipei Gymnasium, Taipeh, Taiwan | Kerry Xu | Hsu Ya-ching Wu Ti-jung | 17–21, 17–21 | Bronze   |

### Juniorenpanamerikameisterschaft
Dameneinzel
| Jahr | Ort                                                          | Gegner      | Ergebnis    | Resultat |
| ---- | ------------------------------------------------------------ | ----------- | ----------- | -------- |
| 2014 | Gimnasio Teodoro Palacios Flores, Guatemala-Stadt, Guatemala | Crystal Pan | 9–21, 13–21 | Bronze   |

Damendoppel
| Jahr | Ort                                                          | Partner  | Gegner                    | Ergebnis     | Resultat |
| ---- | ------------------------------------------------------------ | -------- | ------------------------- | ------------ | -------- |
| 2014 | Gimnasio Teodoro Palacios Flores, Guatemala-Stadt, Guatemala | Kerry Xu | Victoria Chen Crystal Pan | 22–20, 21–14 | Gold     |
| 2015 | Centro de Alto Rendimiento, Tijuana, Mexiko                  | Kerry Xu | Joanna Liu Crystal Pan    | 21–12, 21–17 | Gold     |

Mixed
| Jahr | Ort                                                          | Partner     | Gegner                    | Ergebnis     | Resultat |
| ---- | ------------------------------------------------------------ | ----------- | ------------------------- | ------------ | -------- |
| 2014 | Gimnasio Teodoro Palacios Flores, Guatemala-Stadt, Guatemala | Timothy Lam | Darren Yang Victoria Chen | 17–21, 16–21 | Bronze   |

### BWF International
Damendoppel
| Jahr | Wettbewerb                   | Partner  | Gegner                           | Ergebnis            | Resultat |
| ---- | ---------------------------- | -------- | -------------------------------- | ------------------- | -------- |
| 2017 | USA International            | Kerry Xu | Daniela Macías Dánica Nishimura  | 21–11, 21–12        | Sieger   |
| 2018 | USA International            | Kerry Xu | Akane Araki Riko Imai            | 15–21, 19–21        | Finalist |
| 2019 | Silicon Valley International | Kerry Xu | Breanna Chi Jennie Gai           | 21–14, 21–11        | Sieger   |
| 2022 | Peru International           | Kerry Xu | Paula Lynn Cao Hok Lauren Lam    | 19–21, 18–21        | Finalist |
| 2022 | El Salvador International    | Kerry Xu | Paula Lynn Cao Hok Lauren Lam    | 18–21, 17–21        | Finalist |
| 2022 | Canadian International       | Kerry Xu | Clara Azurmendi Beatriz Corrales | 15–21, 21–15, 21–14 | Sieger   |
| 2023 | Guatemala International      | Kerry Xu | Catherine Choi Josephine Wu      | 18–21, 18–21        | Finalist |
| 2023 | Peru International           | Kerry Xu | Jaqueline Lima Sâmia Lima        | 21–11, 21–10        | Sieger   |
| 2023 | El Salvador International    | Kerry Xu | Francesca Corbett Allison Lee    | 18–21, 11–21        | Finalist |